# 第10航空艦隊 (日本海軍)
第十航空艦隊（日语：／ Daijū Kōkū Kantai ?）是旧日本海軍的一支陆基海军航空兵编制。十航舰成立于太平洋战争末期，主要战力为各陆地训练机队。

## 历史
太平洋战争末期，軍令部在规划接下来的作战计划时，为了有必要时能运用日本本土的练习航空队充当战力，而开始着手准备组建一支新的航空舰队。各练习航空队战时编制上隶属于海军练习联合航空总队，但总队司令部的指挥权限仅限于教育相关事项，而作战相关事项则归于各自所属的镇守府管辖。要想将练习队作为实战部队运用，就要组建一个统一的司令部，该司令部即第十航空舰队，并预定要编入聯合艦隊。
1945年2月26日，军令部报批十航舰组建相关事宜。同年3月1日，按战时编制正式组建十航舰。1945年10月10日，十航舰解散。

## 编制
1945年2月10日，新编成时
- 第11联合航空队（司令长官直属）
  - 霞之浦海軍航空隊、筑波海軍航空隊、谷田部海軍航空隊、百里原海軍航空隊、名古屋海軍航空隊、鹿島海軍航空隊、北浦海軍航空隊、大津海軍航空隊、神町海軍航空隊、第二郡山海軍航空隊、第二河和海軍航空隊、丰橋海軍航空隊、松島海軍航空隊、大和海軍航空隊、第三冈崎海軍航空隊、東京海軍航空隊
- 第12联合航空队（司令藤吉直太郎海军少将）
  - 宇佐海軍航空隊、大村海軍航空隊、詫間海軍航空隊、築城海軍航空隊、元山海軍航空隊、福山海軍航空隊、峰山海軍航空隊、天草海軍航空隊、姫路海軍航空隊、釜山海軍航空隊、岩国海軍航空隊、西条海軍航空隊、光州航海军空队、観音寺航海军空队、諫早海軍航空隊
- 第13联合航空队（司令伊藤良秋（日语：伊藤良秋）海军少将）
  - 大井海軍航空隊、鈴鹿海軍航空隊、青島海軍航空隊、德島海軍航空隊、高知海軍航空隊

1945年6月1日
- 直属
  - 霞之浦海軍航空隊、東京海軍航空隊、第二郡山海軍航空隊、神町海軍航空隊、谷田部海軍航空隊、元山海軍航空隊、百里原海軍航空隊、松島海軍航空隊

## 司令长官
1. 前田稔（日语：前田稔）海军中将：1945年2月10日 -

## 参谋长
1. 山本親雄（日语：山本親雄） 海军少将：1945年3月1日 - 1945年5月25日
2. 神重德（日语：神重徳） 海军大佐：1945年6月20日 - 1945年9月15日（事故身亡）